# Campylognathoididae
Die Campylognathoididae sind eine Familie langschwänziger Flugsaurier. Fossilien aus dem Obertrias und dem  Oberjura wurden in Deutschland, Österreich und Italien gefunden.

## Definition
Die Klade der Campylognathoididae war ursprünglich definiert als der letzte gemeinsame Vorfahre von Eudimorphodon ranzii und Campylognathoides liasicus und alle seine Nachfahren.

## Merkmale
Die Campylognathoididae waren eher kleine Flugsaurier, die Flügelspannweiten von etwa einem Meter erreichen konnten. Mit ihnen begann die für alle späteren Flugsaurier typische Streckung des Schädel, nach den urtümlicheren Familien Anurognathidae und Dimorphodontidae, die eher hoch gebaute Schädel hatten. Dies wurde vor allem durch eine Verlängerung der Schnauze zu einem Werkzeug zur Ergreifung der Beute erreicht. Dabei streckte sich auch das bisher vertikal stehende Quadratbein, ein Schädelknochen an dem der Unterkiefer gelenkte, nach vorne und begann eine mehr horizontale Lage einzunehmen.

## Gattungen
Bisher wurden vier Gattungen beschrieben: der obertriassische Eudimorphodon aus Italien, der eine heterodonte Bezahnung hatte, Campylognathoides aus dem jurassischen Posidonienschiefer von Württemberg und die auf der Schnauze einen großen Knochenkamm tragenden Arten Austriadactylus aus Österreich und Raeticodactylus aus der Schweiz. Der Zuordnung von Austriadactylus zu den Campylognathoididae durch Unwin wurde später allerdings widersprochen und ist nicht allgemein anerkannt. 2010 erkannten Brian Andres und Andere die Klade der Campylognathoididae als polyphyletisch und erklärten sie für ungültig.